# Sulików (stacja kolejowa)
Sulików – towarowa stacja kolejowa w Sulikowie, w województwie dolnośląskim, w Polsce. Dawny osobowy dworzec kolejowy zaprojektował w stylu modernistycznym znany wrocławski architekt Adolf Rading przed 1927 rokiem.